# Повісь діджея
«Повісь діджея» (англ. Hang the DJ) — четвертий епізод четвертого сезону телесеріалу-антології Чорне дзеркало. Сценарій написав творець серіалу Чарлі Брукер, режисером виступив Тім Ван Паттен. Прем'єра відбулася на каналі Netflix 29 грудня 2017.
Емі (Джорджина Кемпбелл) та Френк (Джо Коул) — двоє серед багатьох людей, які використовують кишенькову Систему для знайомств та в усьому слухаються голосу Системи — Тренера (озвучено Джиною Брамгілл). Тренер озвучує, скільки часу партнери пробудуть разом, збирає всю інформацію про перебіг стосунків та реакції на різні ситуації та допомагає людям знайти «абсолютно споріднену душу». Емі та Френк мають зовсім мало часу на стосунки. Вони розходяться, як і вимагав Тренер, але пізніше випадково перетинаються декілька разів, і зрештою закохуються та вирішують повстати проти Системи і Тренера.
Епізод отримав визнання критиків за свою просту, але гарно виконану історію, а також за акторську гру Коула та Кемпбелл. Критики високо оцінили дослідження технологій, подібних до Tinder та Siri, а також кінцівку епізоду. Дехто порівняв епізод із найуспішнішим епізодом попереднього сезону Сан Джуніперо.

## Сюжет
Френк (Джо Коул) слухає інструкції «Тренера» — маленького круглого пристрою, що допомагає людям зав'язати стосунки, — і йде до «Вулика». У Вулику він іде в ресторан, де до нього приєднується Емі (Джорджина Кемпбелл), яка також користується послугами Тренера. Там обоє зізнаються, що це їхній перший досвід у «Системі», яка диктує, з ким люди мають починати романтичні стосунки, і як довго вони протривають. Емі та Френк перевіряють своїх Тренерів та бачать, що мають усього лише 12 годин на стосунки.
Емі та Френк їдуть до окремо винайнятого для них будинку. Вони говорять та лягають спати на одному ліжку, а вранці по завершенню відведених 12 годин розходяться в різних напрямках. З розмов із Тренером стає зрозуміло, що Система навмисне пропонує людям різні стосунки, збираючи інформацію про їхній розвиток та реакції на різні ситуації, щоб зрештою порекомендувати людині її «абсолютно споріднену душу». Стверджується, що Системі це вдається із точністю 99.8 %. 
Емі призначено 9-місячні стосунки з досвідченим користувачем Системи Ленні (Джордж Блаґден). Френку призначено стосунки тривалістю в рік із грубою Нікола (Ґвінет Ківорт).
Емі та Френк зустрічаються на святкуванні чужого «парувального дня», куди прийшли зі своїми поточними партнерами. Після цього Емі віддаляється від Ленні, і Система починає пропонувати їй багато дуже коротких стосунків. Коли стосунки Френка з Нікола добігають кінця, Система знову призначає йому стосунки з Емі. Вони вирішують не дивитися, скільки часу їхнім стосунками відводить Система.
З розвитком стосунків, у Френка починається нав'язлива думка щодо того, що вони мають встановлену кінцеву дату. Він порушує обіцянку і дивиться, скільки їм відведено, самостійно. Пристрій показує 5 років. Проте одразу ж цифра починає зменшуватись, адже він подивився її сам, а не разом з партнеркою, як це має бути. Відлік зупиняється на позначці 20 годин. Наступного дня Емі з'ясовує, що сталося, розлючується на Френка і розриває з ним за пів години до того, як їхній час мав би спливти.
Після нового ряду короткострокових стосунків Тренер інформує Емі, що її споріднена душа знайдена, і завтра їхній парувальний день. Тренер повідомляє, що свою споріднену душу Емі ніколи не бачила, та дозволяє попрощатися з однією людиною з її минулого. Емі обирає Френка. Вони зустрічаються у ресторані у Вулику та з'ясовують, що жоден із них не пам'ятає життя до Системи. Вона припускає, що це якийсь тест, і пропонує повстати проти Системи. Охоронець намагається їх зупинити, проте Емі заморожує його і весь ресторан. Вони тікають до стіни, що обмежує територію, та починають лізти по драбині. У цей час світ розкладається на пікселі, а над ними з'являється цифра 998, і вони опиняються серед багатьох інших пар Емі та Френків. Над ними з'являється напис у стилі відеогри, що було здійснено 1000 симуляцій, і 998 із них закінчилися повстанням.
У реальному світі з'ясовується, що Система та її симуляції були тільки частиною алгоритму застосунку для побачень, який вирахував, що справжні Емі та Френк підходять одне одному з імовірністю 99.8 %. Вони посміхаються одне одному, на фоні грає пісня «Panic» групи The Smiths (у якій звучить рефрен Hang the DJ — Повісь діджея), Емі починає іти до Френка.

## Виробництво
Перші два сезони Чорного дзеркала були показані на телеканалі Channel 4 у Великій Британії, а у вересні 2015 Netflix замовив сезон на 12 епізодів і в березні 2016 купив права на серіал за 40 млн доларів. Замовлення на 12 епізодів було поділене на два сезони, по шість епізодів кожен.

### Маркетинг
У травня 2017 на Reddit неофіційно оголосили назви усіх шести епізодів та імена режисерів. Перший трейлер було оприлюднено 25 серпня 2017, у ньому містилися всі шість назв.
Починаючи з 24 листопада 2017, Netflix оприлюднював серію постерів та трейлерів до четвертого сезону серіалу, цю акцію назвали «13 днів Чорного дзеркала». 6 грудня Netflix оприлюднив трейлер, у якому містилися кадри з усіх епізодів сезону та анонс того, що сезон вийде 29 грудня.